# 棘岩螺
棘岩螺（学名：Mancinella echinata），又名刺荔枝螺，是新腹足目骨螺科丝岩螺属的一种。
主要分布于新加坡、马来西亚、印度尼西亚、中国大陆、韩国、台湾，常栖息在潮间带。